# Sucháň
Sucháň (in ungherese Szuhány) è un comune della Slovacchia facente parte del distretto di Veľký Krtíš, nella regione di Banská Bystrica.